# Toshihiko Seko
Toshihiko Seko, född 15 juli 1956, är en japansk friidrottare (långdistanslöpare) som sedan 22 mars 1981 innehar världsrekordet i löpning 25.000 meter, på tiden 1:13:55,8 och 30.000 meter på tiden 1:29:18,8. Rekorden sattes i Christchurch, Nya Zeeland.